# Хъннам
Хъннам (правопис по системата на Маккюн-Райшауер Hŭngnam) е пристанищен град в Северна Корея, в провинция Южен Хамгьон. Населението му е обект на спорове, но той е със сигурност един от 5-те най-големи града в страната. Според севернокорейските власти населението му е около 700 000, а според западни специалисти то е не повече от 200-300 000. Площта му е около 250 кв. км. В околностите на Хъннам има химически завод за граждански и военни цели. Тук се е намирал първия в Азия циклотрон, създаден за целите на японската атомна програма през Втората световна война. Той е изнесен в СССР след оттеглянето на японските войски.